# Werneria
Genre
Synonymes
- Stenoglossa Andersson, 1903

Werneria est un genre d'amphibiens de la famille des Bufonidae.

## Répartition
Les six espèces de ce genre se rencontrent au Cameroun, au Togo et au Gabon.

## Liste d'espèces
Selon Amphibian Species of the World (16 avril 2013) :
- Werneria bambutensis (Amiet, 1972)
- Werneria iboundji Rödel, Schmitz, Pauwels & Böhme, 2004
- Werneria mertensiana Amiet, 1976
- Werneria preussi (Matschie, 1893)
- Werneria submontana Rödel, Schmitz, Pauwels & Böhme, 2004
- Werneria tandyi (Amiet, 1972)

## Étymologie
Ce genre a été dédié au naturaliste autrichien Franz Werner (1867-1939).

## Publication originale
- Poche, 1903 : Einige nothwendige Änderungen in der herpetologischen Nomenklatur. Zoologischer Anzeiger, vol. 26, p. 698-703 (texte intégral).